# Werther (Massenet)
Werther és una òpera en quatre actes de Jules Massenet sobre un llibret en francès d'Édouard Blau, Paul Milliet i Georges Hartmann -l'editor-, basat en la novel·la Els sofriments del jove Werther de Johann Wolfgang von Goethe. Va ser estrenada a la Hofoper de Viena el 16 de febrer de 1892. A Catalunya, s'estrenà al Gran Teatre del Liceu de Barcelona el 29 d'abril de 1899.
Werther, considerada per molts com l'obra mestra de Massenet, és una de les òperes clau del repertori francès, encara que va néixer en alemany. Narra la història d'un amor impossible, el del poeta Werther per Charlotte, promesa a un altre home. Després del matrimoni, Charlotte l'aparta del seu costat. La desesperació per aquest amor impossible porta Werther a suïcidar-se i acaba morint a les mans de la seva estimada. La música, carregada de bellesa lírica, passió i fervor emocional, contribueix a fer que aquest sigui considerat el treball més complet del seu compositor. El mateix Massenet va dir que «en la composició de la partitura havia posat la seva ànima i la seva consciència d'artista».
Conté dues de les més grans àries del repertori: Va! Laisse couler mes larmes (mezzosoprano) i Pourquoi me rèveiller (tenor).

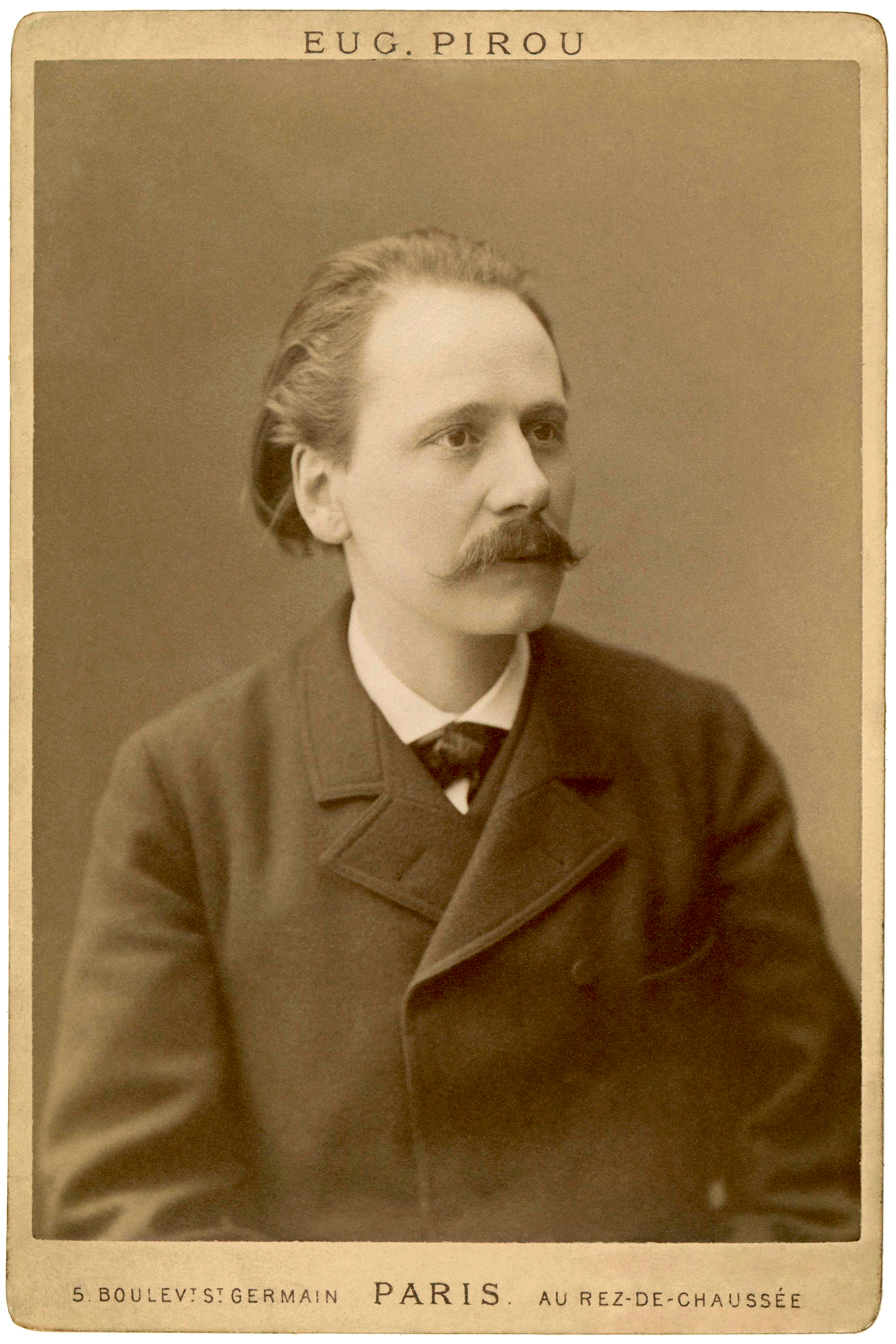
Jules Massenet, autor de la música

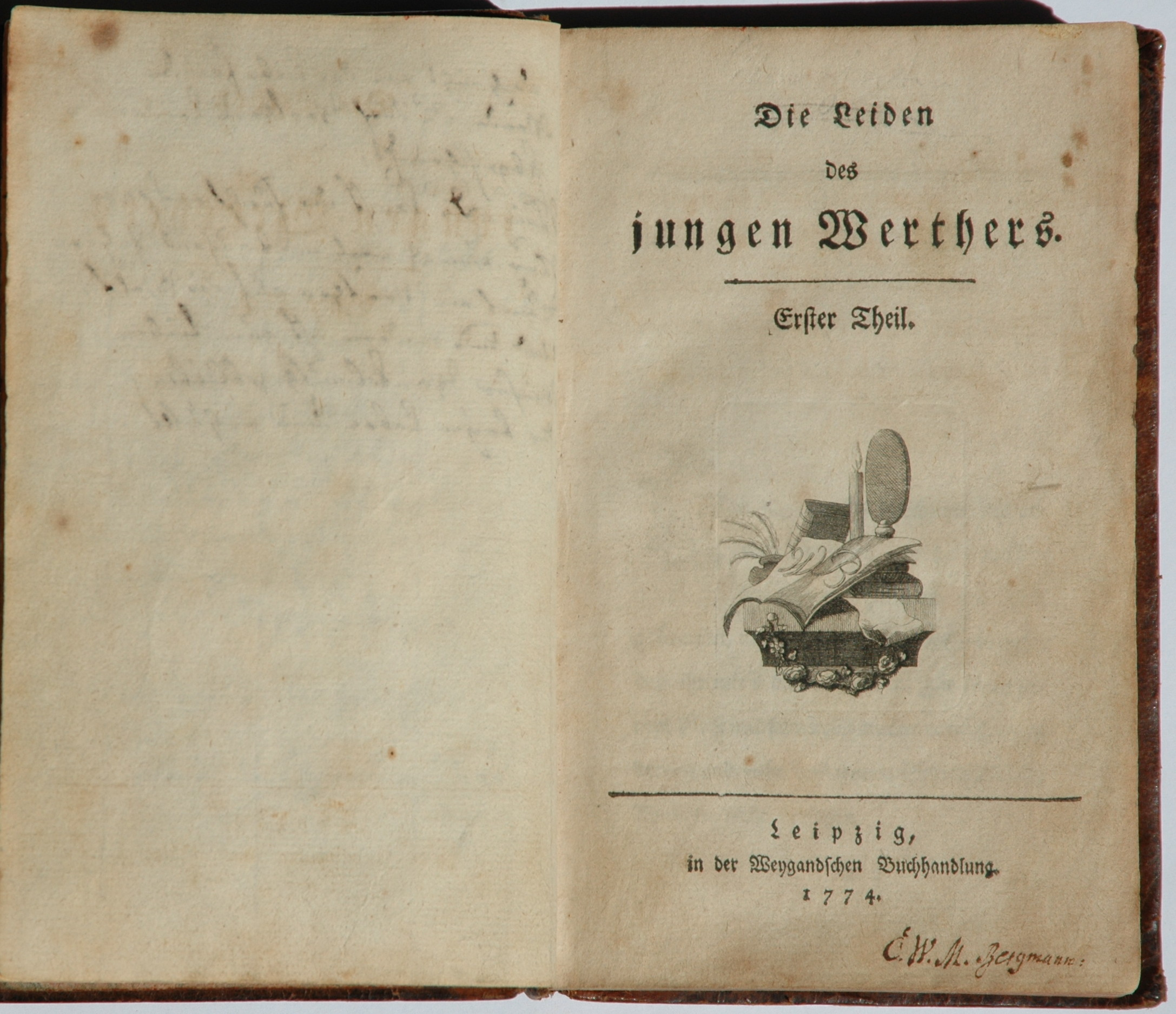
Portada del llibre Die Leiden des jungen Werthers en què es basa l'òpera

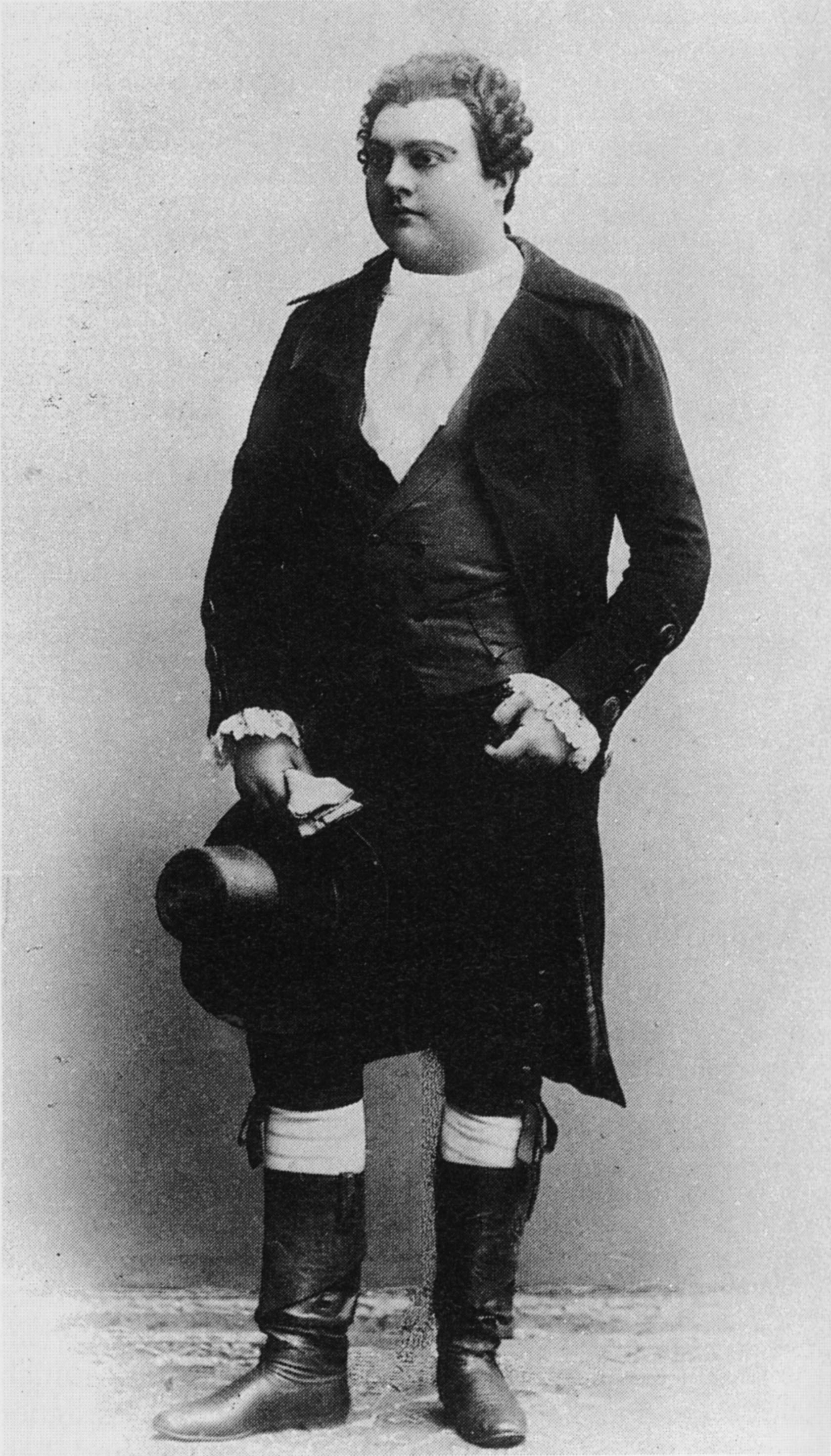
Ernest van Dyck com a Werther, paper que va crear

## Argument

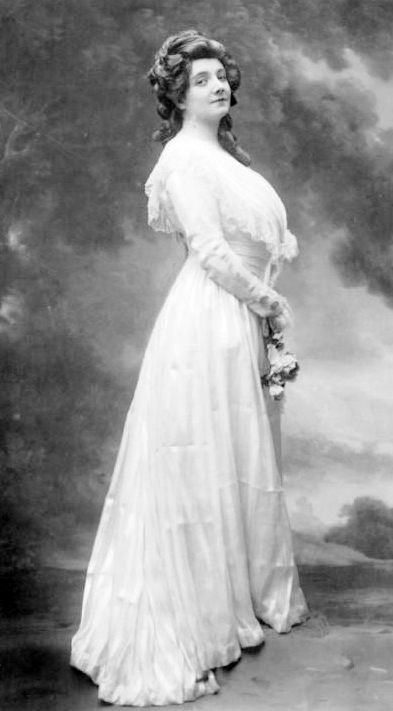
Claire Croiza com a Charlotte

Lloc: Wetzlar, als afores de Frankfurt.
Temps: del juliol al desembre de 1780.

### Acte I
L'agutzil vidu, ensenyant als seus fills una nadala, sorprèn dos veïns, Schmidt i Johann, perquè encara és juliol. Charlotte es vesteix per a un ball. Atès que el seu pretendent, Albert, és fora, serà acompanyada per Werther, a qui tots consideren un melancòlic. Werther arriba i es queda observant com Charlotte prepara el sopar dels seus germans, feina que fa des que sa mare, fa poc, va morir. Werther saluda Charlotte amb un petó; després se'n van al ball. Albert torna inesperadament després d'estar sis mesos de viatge. Es mostra insegur sobre les intencions de Charlotte i disgustat per no trobar-la, però Sophie li dona esperances i el consola. Finalment se'n va amb la promesa de tornar l'endemà al matí. Werther i Charlotte tornen molt tard, i ell ja es mostra enamorat d'ella. La seua declaració d'amor és interrompuda per l'anunci del retorn d'Albert. Charlotte evoca que va prometre a sa mare moribunda que es casaria amb Albert. Werther manifesta la seua desesperació.

### Acte II
Han passat tres mesos, i Charlotte i Albert s'han casat. Es dirigeixen feliços a l'església, perseguits pel melancòlic Werther. Sophie intenta animar-lo invitant-lo a un ball. Quan Charlotte ix de l'església, ell li parla del seu primer encontre. Charlotte li suplica que no intente veure-la fins al dia de Nadal, així els dos podran reflexionar sobre la seua situació. Werther pensa a suïcidar-se, però surt immediatament quan Sophie el saluda. Charlotte consola la plorosa Sophie, que no pot comprendre un capteniment tan cruel. Ara Albert s'adona que Werther estima Charlotte.

### Acte III
Charlotte es troba sola a casa la vespra de Nadal. Passa el temps rellegint les cartes de Werther, pensant en ell i imaginant la manera en què podrà demanar-li que s'allunye d'ella per sempre. De sobte apareix Werther, i mentre ell li llegeix els seus poemes Charlotte s'adona que n'està enamorada. S'abracen durant un moment, però ràpidament ella l'acomiada. Werther se'n va amb pensaments de suïcidi. Albert retorna a casa i troba la seua muller trastornada. Werther ha enviat un missatge a Albert manllevant-li les seues pistoles, amb l'excusa de necessitar-les per a un llarg viatge. Albert envia un criat amb les pistoles. Charlotte té una terrible premonició i s'afanya a trobar a Werther.

### Acte IV
A l'apartament de Werther, Charlotte ha arribat massa tard. Werther és moribund. Ella el consola declarant-li el seu amor. Li demana perdó. Fora, se senten els infants cantant una nadala.

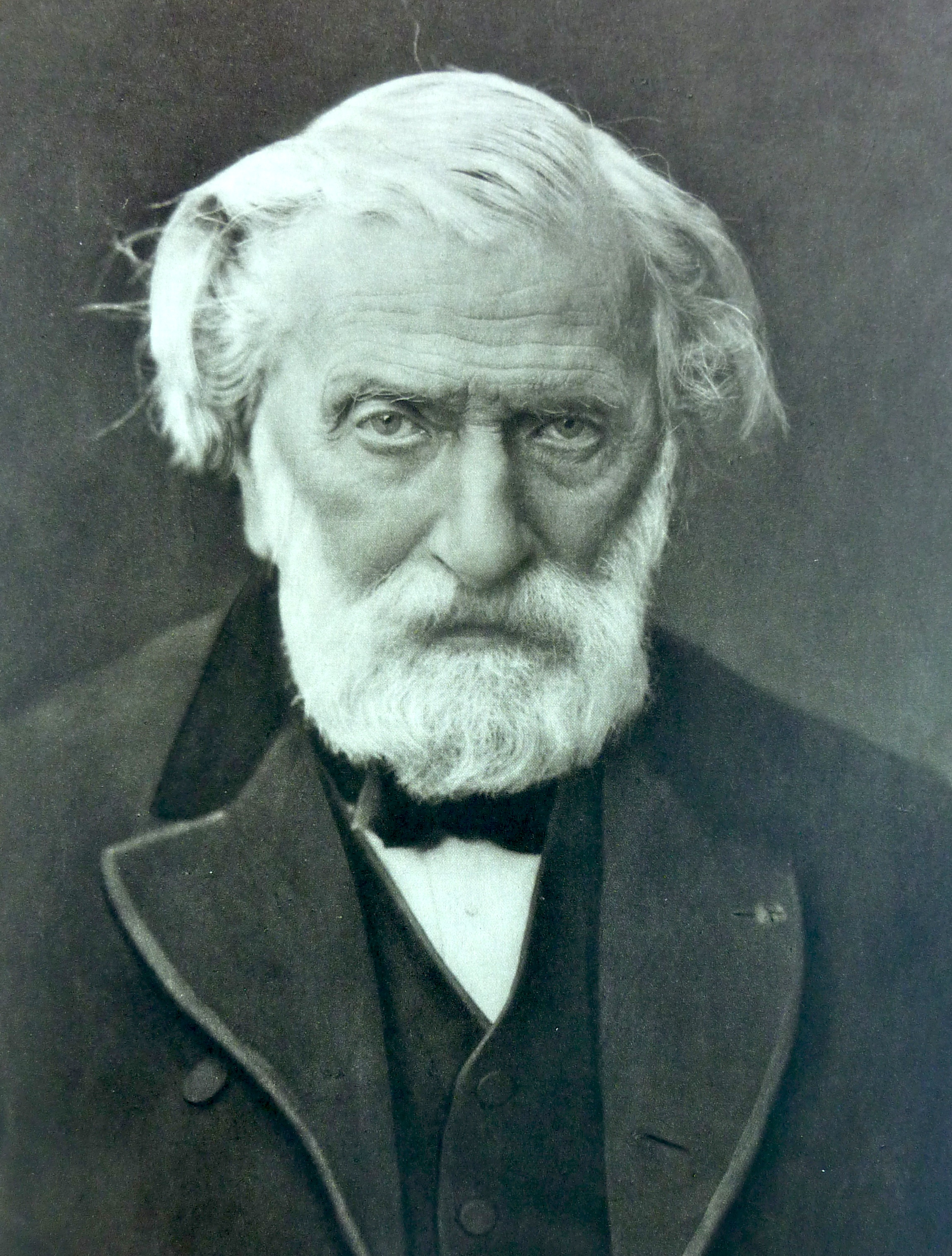
Ambroise Thomas, mestre de Massenet

## Àriesdestacades
- Acte I - Werther: O Nature, pleine de grace
- Acte II - Sophie: Du gai soleil, plein de flame
- Acte III - Charlotte: Va, laisse couler mes larmes
- Acte III - Charlotte: Werther! Qui m'aurait dit /Je vous écris de ma petite chambre. (Escena de la carta)
- Acte III - Werther: Pourquoi me réveiller?[9]

## Enregistraments
| Any     | Cast (Charlotte, Sophie, Werther, Albert)                                            | Director, Teatre d'òpera i orquestra                                                                                       | Segell                                                                                      | Notes     |
| ------- | ------------------------------------------------------------------------------------ | --- | ------------------------------------------------------------------------------------------- | --------- |
| 1931    | Ninon Vallin, Germaine Féraldy, Georges Thill, Marcel Roque                          | Élie Cohen Orchestra and Chorus of the Opéra-Comique                                                                       | Originalment French Columbia Àudio CD: Naxos 8.110061-62, Opera d'Oro OPD 1366              |           |
| 1953    | Pia Tassinari, Vittoria Neviani, Ferruccio Tagliavini, Marcello Cortis               | Francesco Molinari-Pradelli Coro di Voci Bianchi, Orchestra Sinfonica di Torino                                            | Àudio CD: Warner-Fonit Cat: 8573 87494-2                                                    |           |
| 1953    | Suzanne Juyol, Agnes Léger, Charles Richard, Roger Bourdin                           | Georges Sébastian Orchestra and Chorus of the Opéra-Comique                                                                | Originalment Nixa/Urania Àudio CD: Andromeda Cat: ANDRCD 5073                               |           |
| 1959    | Leyla Gencer, Giuliana Tavolaccini, Ferruccio Tagliavini, Mario Borriello            | Carlo Felice Cillario Coro di Teatro Verdi di Trieste Orchestra e Coro                                                     | Àudio CD: Opera d'Oro Cat: 1234                                                             | En italià |
| 1964    | Rita Gorr, Mady Mesplé, Albert Lance, Gabriel Bacquier                               | Jésus Etcheverry Orchestra and Chorus of the Radiodiffusion-Télévision Française                                           | CD: Accord Cat: 472 917-2                                                                   |           |
| 1968-69 | Victoria de los Ángeles, Mady Mesplé, Nicolai Gedda, Roger Soyer                     | Georges Prêtre Orchestre de Paris                                                                                          | Àudio CD: EMI Cat: 562 6272                                                                 |           |
| 1979    | Tatiana Troyanos, Christine Barbaux, Alfredo Kraus, Matteo Manuguerra                | Michel Plasson London Philharmonic Orchestra                                                                               | Àudio CD: EMI Cat: 7 49610-2                                                                |           |
| 1979    | Elena Obraztsova, Arleen Augér, Plácido Domingo, Franz Grundheber                    | Riccardo Chailly Cologne Radio Symphony Orchestra                                                                          | Àudio CD: Deutsche Grammophon Cat: 477 5652-1                                               |           |
| 1980    | Frederica von Stade, Isobel Buchanan, José Carreras, Thomas Allen                    | Sir Colin Davis Orchestra of the Royal Opera House, Covent Garden                                                          | Àudio CD: Philips Cat: 475 496-2                                                            |           |
| 1985    | Brigitte Fassbaender, Magdéna Hajossyová (vocals), Peter Dvorský, Hans Helm (vocals) | Libor Pešek Prague Radio Symphony Orchestra, Chorus of the Bambini di Praga (Film per la televisió dirigit per Petr Weigl) | CD (soundtrack): Supraphon Cat: 11 1547-2 632 LD: Amadeo PHLK 7503 DVD: Image Entertainment |           |
| 1998    | Vesselina Kasarova, Dawn Kotoski, Ramón Vargas, Christopher Schaldenbrand            | Vladimir Jurowski Deutsches Symphonie-Orchester Berlin                                                                     | Àudio CD: RCA Victor Cat: 74321 58224-2                                                     |           |
| 1998    | Angela Gheorghiu, Patricia Petibon, Roberto Alagna, Thomas Hampson                   | Antonio Pappano London Symphony Orchestra                                                                                  | Àudio CD: EMI Cat: EMI 81849                                                                |           |
| 2005    | Elīna Garanča, Ileana Tonca, Marcelo Álvarez, Adrian Eröd                            | Philippe Jordan Vienna State Opera                                                                                         | DVD: TDK Cat: DVWW-OPWER                                                                    |           |
| 2004    | Susan Graham, Sandrine Piau, Thomas Hampson (baritone), Stéphane Degout              | Michel Plasson Orchestre National du Capitole de Toulouse                                                                  | DVD: Virgin Classics Cat: 359257-9                                                          |           |
| 2010    | Sophie Koch, Anne-Catherine Gillet, Jonas Kaufmann, Ludovic Tézier                   | Michel Plasson Opéra National de Paris                                                                                     | DVD: Decca Cat: B0014794-09                                                                 |           |
| 2012    | Sophie Koch, Eri Nakamura, Rolando Villazón, Audun Iversen                           | Antonio Pappano Orchestra of the Royal Opera House                                                                         | Àudio CD: Deutsche Grammophon Cat: 0289 477 9340 3                                          |           |